# Signals (album)
Signals je deváté studiové album kanadské rockové skupiny Rush, vydané 9. září 1982.
Album bylo úspěšným následovníkem Moving Pictures. Stylisticky bylo pokračováním vpádu skupiny Rush do technologicky orientovaných 80. let, díky hojnému využívání elektronických zařízení jako jsou elektrické klávesové nástroje, sekvencery a elektrické housle. Dalšími znatelnými změnami bylo snížení průměrné délky skladeb a redukce textů. Album dosáhlo pozice #10 v žebříčku časopisu Billboard a bylo v listopadu 1982 oceněno sdružením R.I.A.A. jako Platinové za prodej 1 miliónu kopií.

## Seznam stop
Všechny texty napsal Neil Peart, kromě písně "Chemistry", kterou napsali Alex Lifeson, Geddy Lee a Neil Peart, hudbu napsali Alex Lifeson a Geddy Lee.
1. Subdivisions – 5:33
2. The Analog Kid – 4:46
3. Chemistry – 4:56
4. Digital Man – 6:20
5. The Weapon (Part II of Fear) – 6:22
6. New World Man – 3:41
7. Losing It – 4:51
8. Countdown – 5:49

## Obsazení
- Geddy Lee – baskytara, Oberheim 8 Voice Synthesizer, Minimoog a Taurus pedals, zpěv
- Alex Lifeson – kytary, Taurus pedals
- Neil Peart – bicí, perkusy

Host:
- Ben Mink – housle